# Sabine Brandl

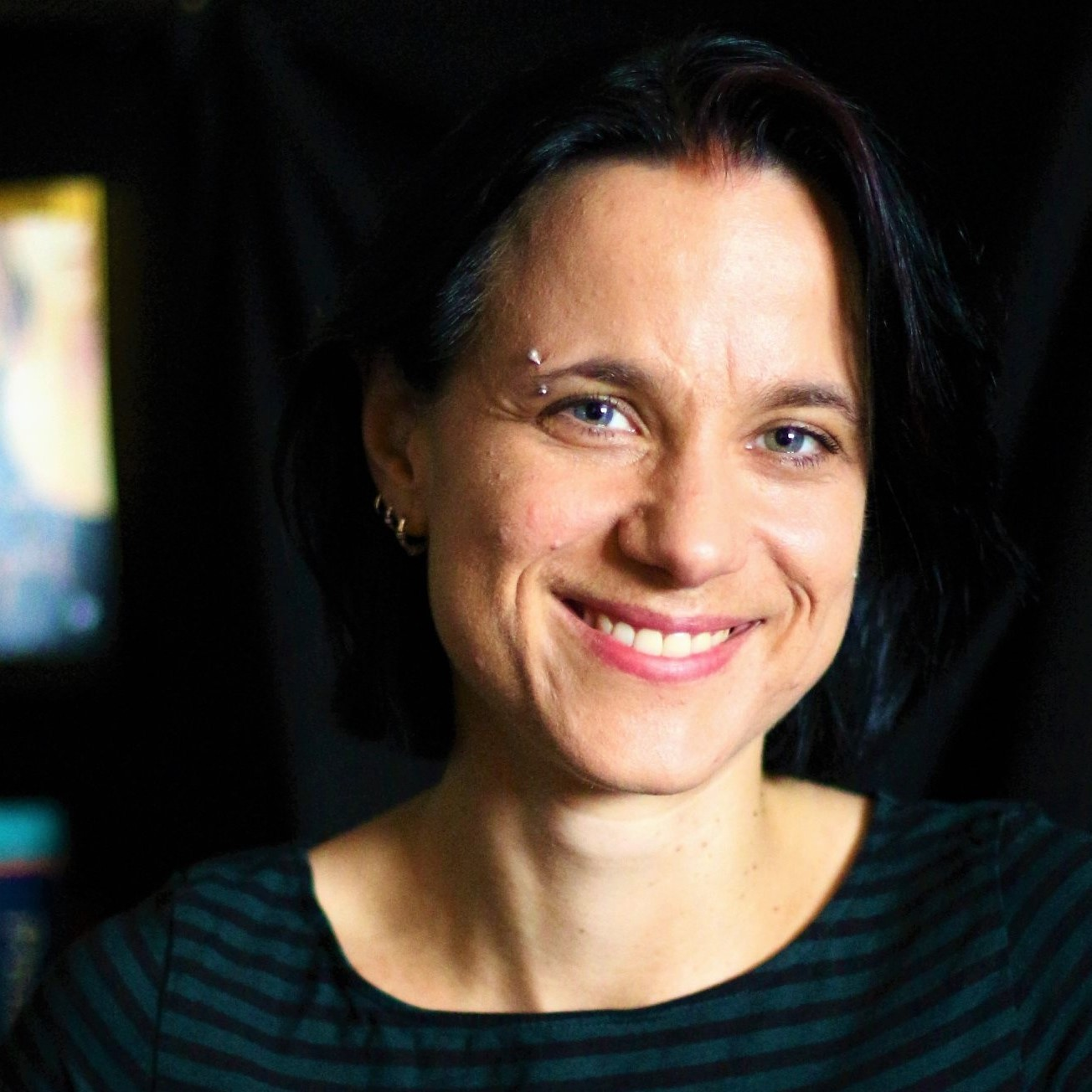
Autorin Sabine Brandl

Sabine Brandl (* 3. Mai 1977 in München) ist eine deutsche Schriftstellerin.

## Leben
Sabine Brandl machte nach ihrem Abitur 1996 eine Ausbildung zur Krankenpflegerin und war sieben Jahre in dem Beruf tätig. Anschließend absolvierte sie an der KSH München das Studium „Soziale Arbeit“ (BA) und „Angewandte Bildungswissenschaften“ (MA). Danach arbeitete sie drei Jahre in vorwiegend beraterischer und organisatorischer Funktion in einer Bildungseinrichtung. 2014 schloss sie beim Goethe-Institut ein Studium als Lehrkraft für Deutsch als Fremdsprache ab. Seither unterrichtet sie Migranten und Migrantinnen und Geflüchtete in verschiedenen Bereichen der beruflichen Bildung. Seit 2006 ist sie mit der Fotografin und Verlegerin Gisela Weinhändler verheiratet, mit der sie in verschiedenen kulturellen Projekten zusammenarbeitet.

## Schriftstellerischer Werdegang
Seit 2004 veröffentlicht sie Kurzgeschichten und Gedichte in Anthologien und Zeitschriften, u. a. in den Reihen „Mein lesbisches Auge“ und „Mein heimliches Auge“ im Konkursbuchverlag und der Zeitschrift etcetera.
2021 gewann sie den Wortrandale-Literaturpreis in der Kategorie „charmant“.
Ihr literarischer Schwerpunkt liegt indes auf dem Schreiben lesbischer Romane und Krimis. Sie hat mehrere Romane beim Main Verlag (Förderkreis Literatur e. V.) veröffentlicht. Neben ihrer schriftstellerischen Tätigkeit ist sie auch als Herausgeberin beim muc Verlag aktiv. Zudem ist sie Gründerin und Vorstandsmitglied des Künstlervereins REALTRAUM e. V. und Organisatorin des „Queer Book Day“ in München.

## Eigenständige Veröffentlichungen
- mit Julia Dankers: BeGeistert von dir. muc, München 2025, ISBN 978-3-9820886-8-6.
- Uferlos – Kurzgeschichten und Gedichte. Independent Publishing, 2024, ISBN 979-8-8674423-3-0.
- Das Rätsel um Cecile. MAIN, Frankfurt am Main 2022, ISBN 978-3-95949-558-5.
- Sektflöte und Pommesgabel MAIN, Frankfurt am Main 2020, ISBN 978-3-95949-362-8.
- weißblau queer gestreift. MAIN, Frankfurt am Main 2020, ISBN 978-3-95949-354-3.
- Hummeln im Glas. MAIN, Frankfurt am Main 2020, ISBN 978-3-95949-356-7.
- Und täglich grüßt die Erinnerung. Butze, Uetersen 2010, ISBN 978-3-940611-10-9.

## Herausgeberschaften
- mit Gisela Weinhändler: Dunkle Gestalten. muc, München 2024, ISBN 978-3-9820886-5-5.
- mit Gisela Weinhändler: Mensch 3.0. muc, München 2023, ISBN 978-3-9820886-3-1.
- mit Gisela Weinhändler: ANXT. muc, München 2022, ISBN 978-3-9820886-2-4.
- Verzaubert. Mein Herz schlägt queer. muc, München 2020, ISBN 978-3-9820886-1-7.
- Freundschaft. Texte und Bilder von Jugendlichen. muc, München 2014, ISBN 978-3-9815181-4-6.
- Liebe, Laster, Leben. Texte von Jung und Alt. muc, München 2012, ISBN 978-3-9815181-1-5.
- Spätzünder. Texte von Senioren. muc, München 2011, ISBN 978-3-9815181-0-8.